# エドワード・ロバート・ヒューズ
エドワード・ロバート・ヒューズ（英：Edward Robert Hughes、1851年11月5日 - 1914年4月23日）は、ラファエロ前派と耽美主義の影響を受けたイギリスの画家である。

## 生涯
エドワード・ロバート・ヒューズは画家のアーサー・ヒューズの甥である。彼はしばしば水彩/不透明水彩画を使用した。1891年に王立水彩画協会 (Royal Watercolour Society) に選出され、正会員の資格を得るための試験作品としてクリスティーナ・ロセッティの詩 "アモール・ムンディ"に触発された神秘的な作品を提出した。彼は野心的な手法の実験を行い、完璧主義者であった。彼は絵画で多くの実験的手法を試み、その技術のいくつかは展示会の出品作に反映された。ヒューズは一時、老齢で体力の落ちたウィリアム・ホルマン・ハントの助手としてセントポール大聖堂の"世の光"と"シャロットの女"の制作を手助けした。彼は1914年4月23日にハートフォードシャー州セント・オールバンズの彼の別荘で死亡した。

## 作品
エドワード・ロバート・ヒューズの著名な作品には"星たちを引き連れた夜"、"真夏の夜"、"ワルキューレの祈り"がある。

## ギャラリー

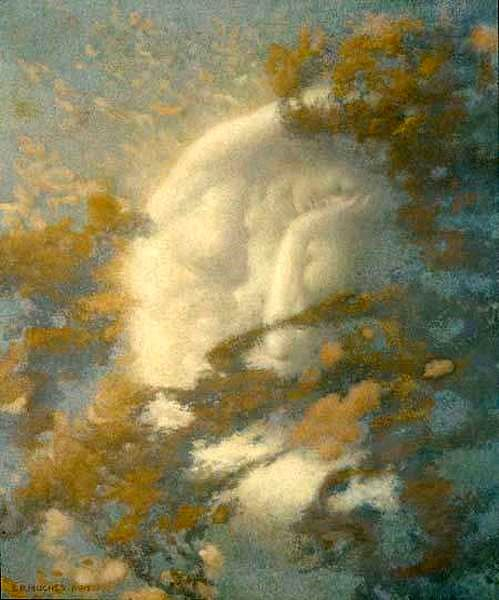
Pack Clouds Away and Welcome Day、1890年
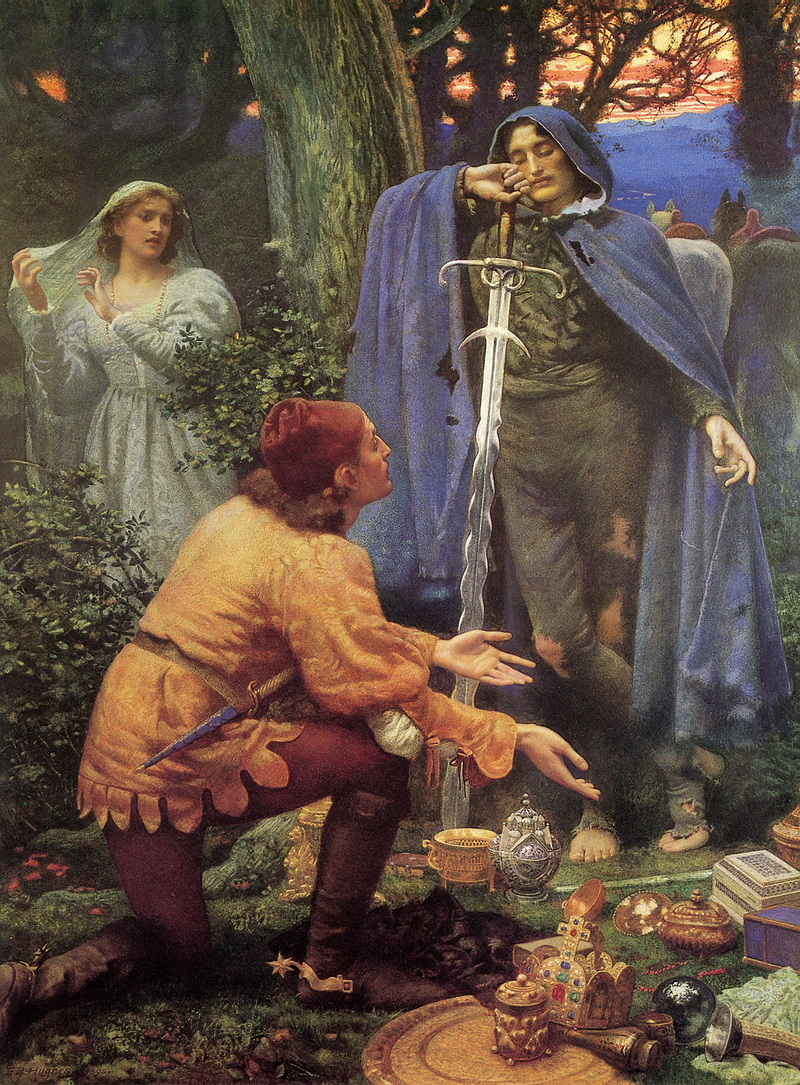
Bertucciova nevěsta 、1895年
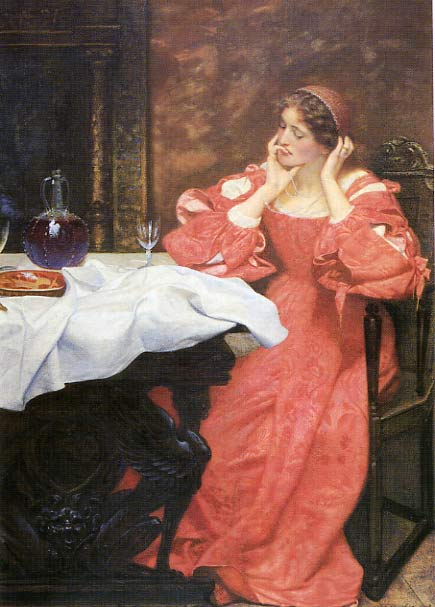
じゃじゃ馬カテリーナ、1898年
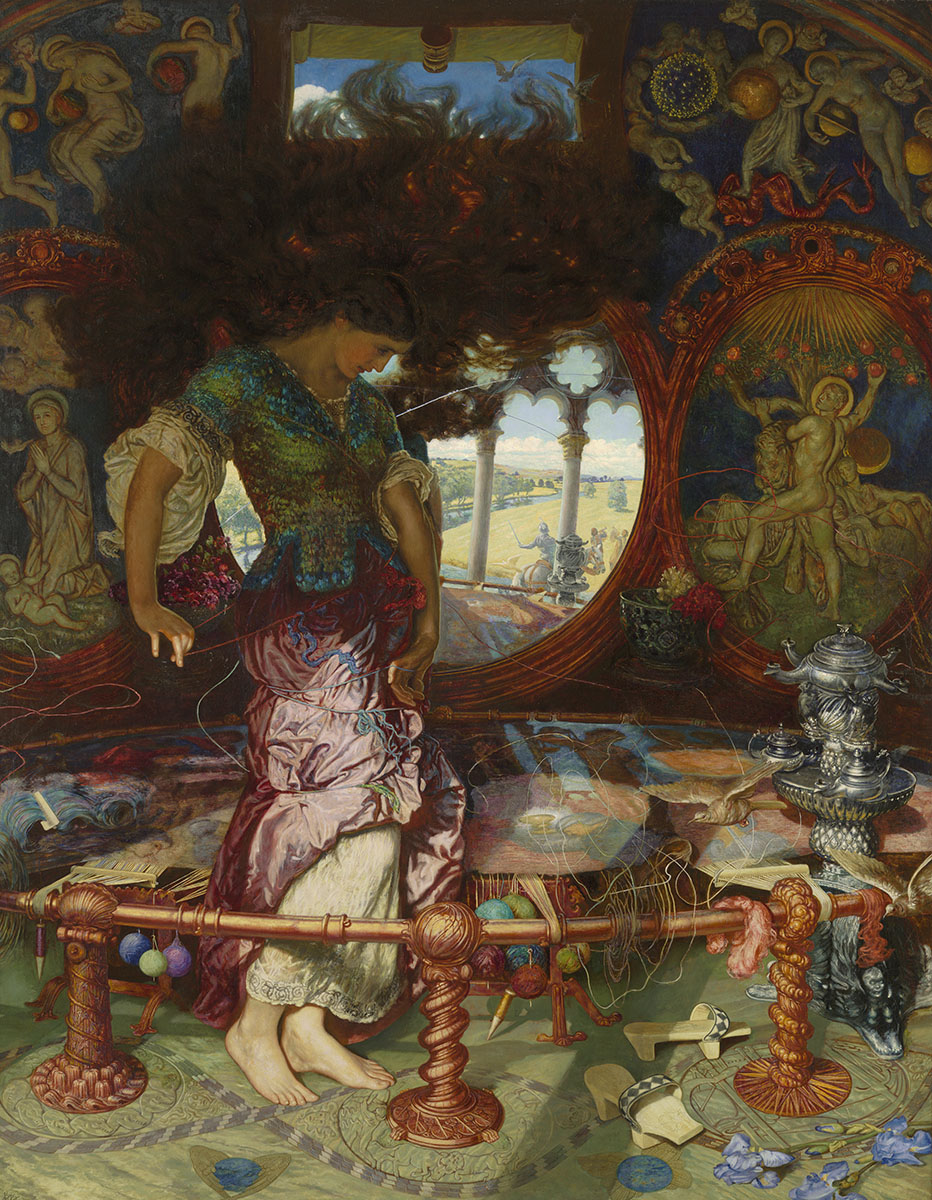
シャロットの女、1905年
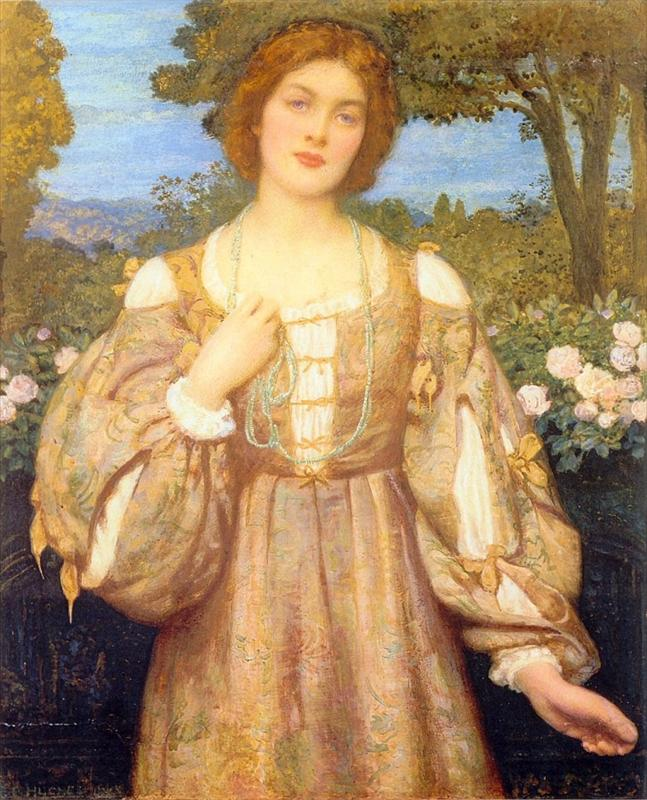
モナリザ・ジョヴァンナ、1907年
ワルキューレの祈り、1915年以前
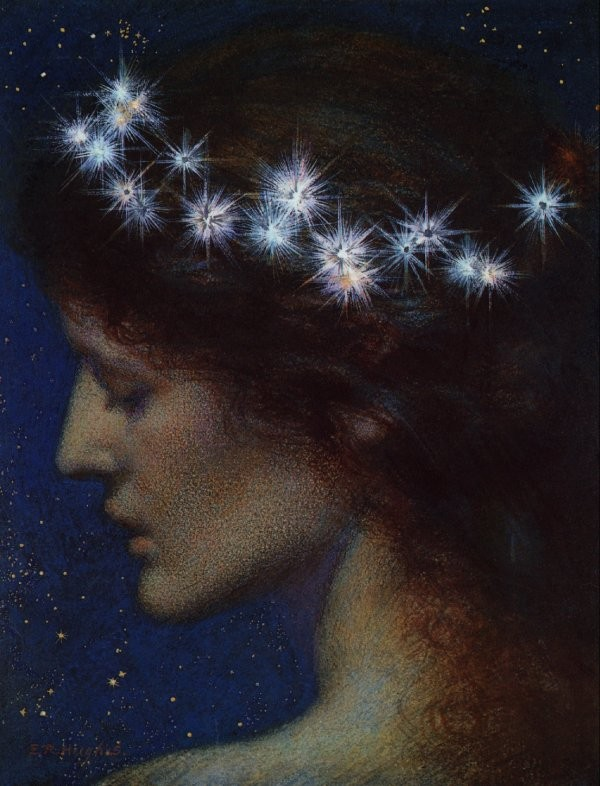
ノクターン
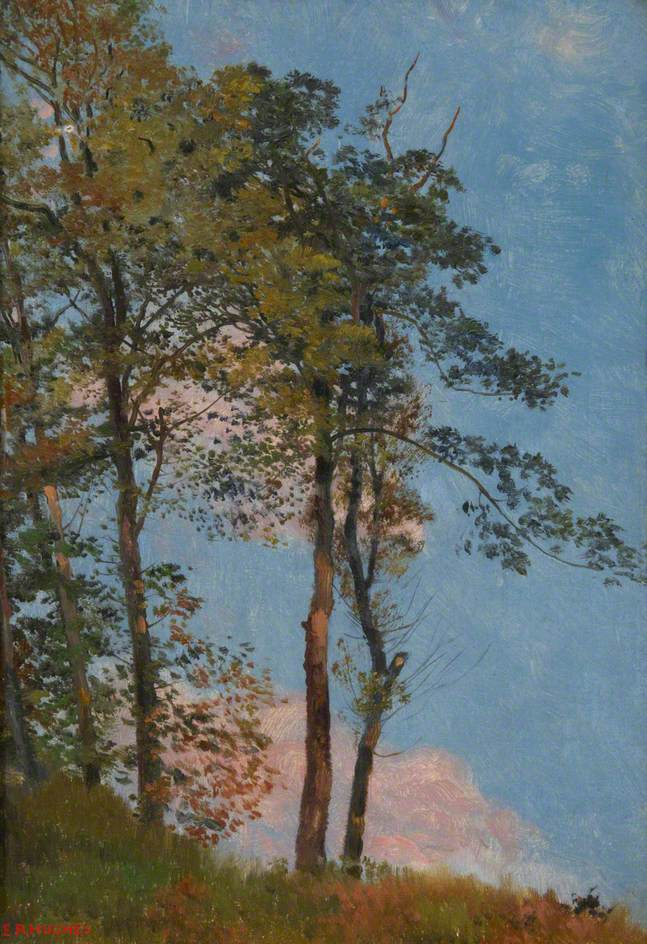
風景画

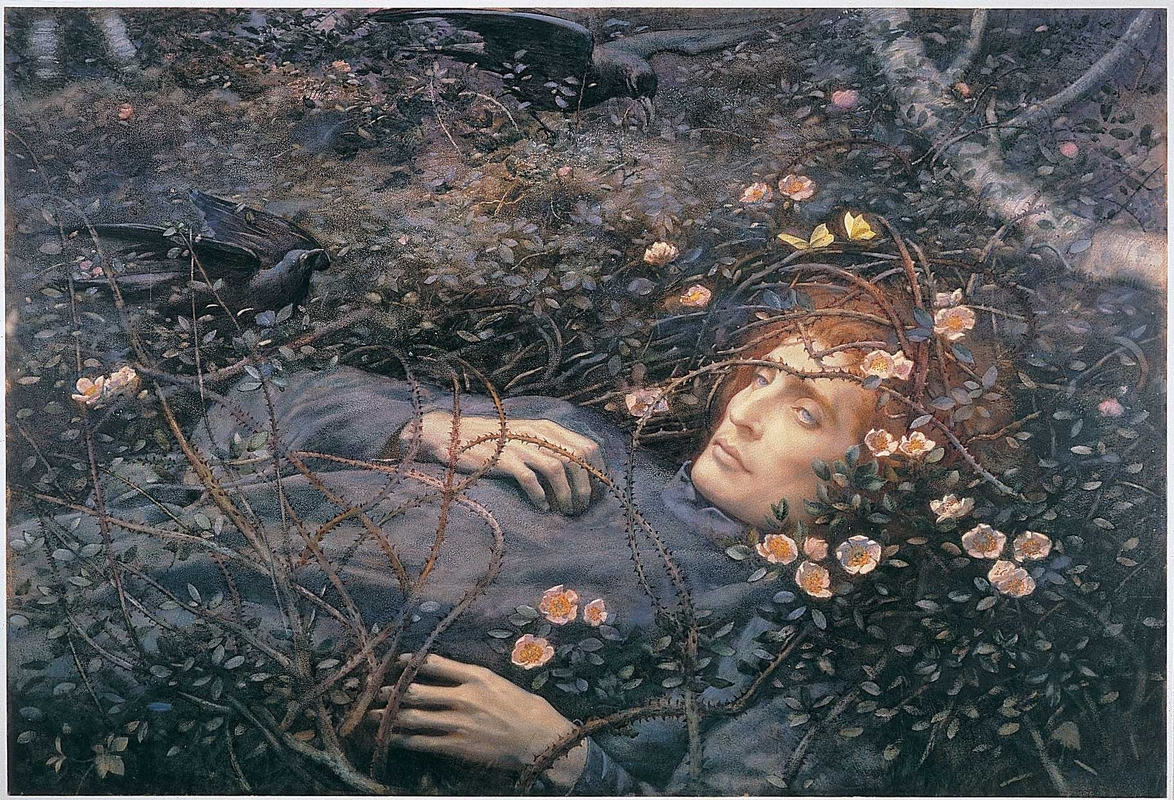
Oh, what's that in the hollow...?、1895年
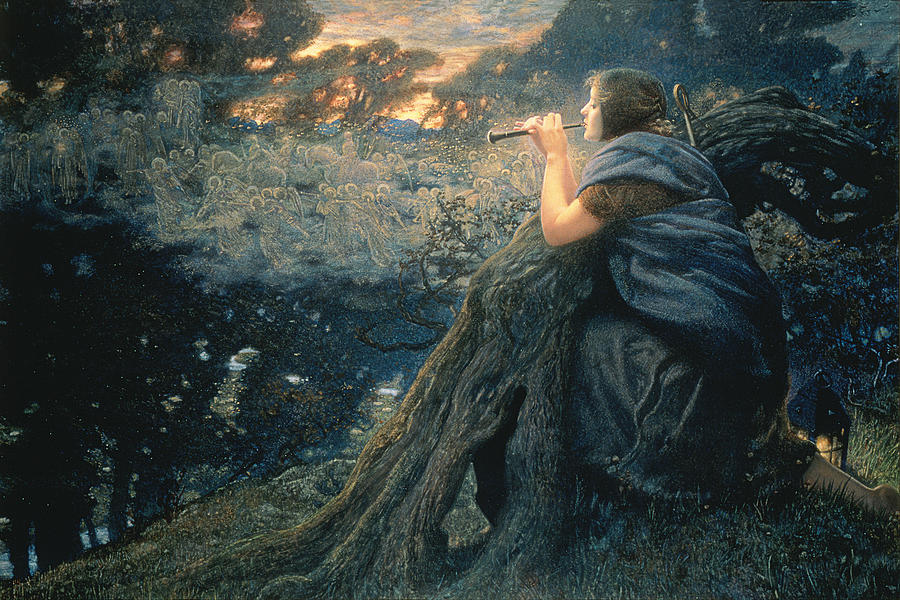
トゥワイライト・ファンタジー、1911年
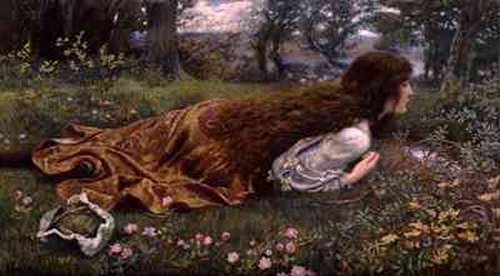
学校のプリンセス
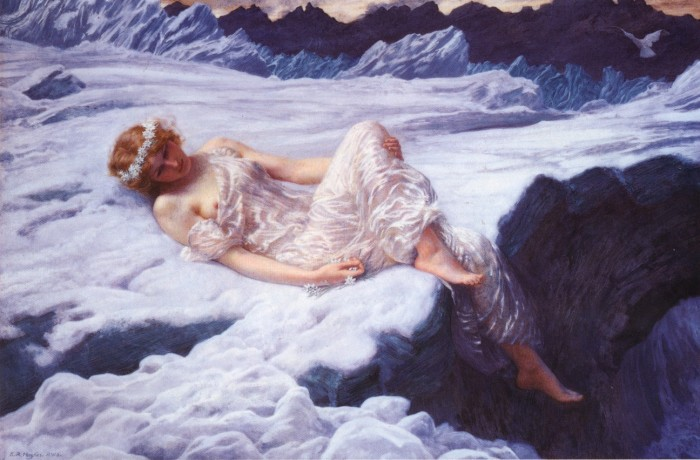
雪のハート

## 参考資料
- Rodney Engen, 'The Twilight of Edward Robert Hughes RWS' ('Watercolours & Drawings', Jan 1990)